# 더 레블: 영웅의 피
《더 레블: 영웅의 피》(베트남어: Dòng Máu Anh Hùng)는 2007년 개봉한 베트남의 무술 액션 영화이다. 조니 찌 응우옌, 응오타인번, 더스틴 응우옌이 출연했고 찰리 응우옌 감독이 연출했다. 1920년대 프랑스 치하의 베트남을 배경으로 조국의 자유를 되찾기 위한 주인공의 이야기를 다룬다.
대한민국에는 2008년 전주국제영화제에서 처음 공개되었고, 2010년 극장에도 개봉했다.

## 줄거리
1922년 프랑스 식민지 베트남을 배경으로, 프랑스에 대항하는 농민 반란이 전국적으로 확산된다. 프랑스는 반군을 진압하기 위해 베트남인 비밀 요원 부대를 조직하고, 그 중 뛰어난 실력의 요원 레반 끄엉은 양심의 가책을 느끼면서도 임무를 수행한다. 고위 프랑스 관리가 암살당하자 끄엉은 악명 높은 반군 지도자를 제거하라는 명령을 받는다. 임무 수행 중, 끄엉은 반군 지도자의 딸이자 강인한 투사인 보탄튀이와 마주친다. 튀이는 끄엉의 잔혹한 상관 시에 의해 체포되고, 끄엉은 시가 암살 사건을 미리 알고 있었을지도 모른다는 의심을 품는다. 끄엉은 튀이에게 조직 내 배신자가 있다고 경고하고 탈출을 돕는 과정에서 도망자 신세가 된다. 튀이의 뜨거운 애국심에 감화된 끄엉은 그녀에게 연정을 느끼고, 한편 시는 끄엉과 튀이를 추적하여 반군 지도자를 찾으려 한다.
끄엉은 변장 후 튀이와 함께 그녀의 아버지에게 향한다. 프랑스 군의 야습을 격퇴한 후, 튀이와 끄엉은 시와 또 다른 요원 호아단과 맞닥뜨린다. 끄엉은 호아단을 죽이지만 부상을 입는다. 튀이는 끄엉을 치료하며 과거 프랑스 군에게 강간당한 후 자살한 어머니의 이야기를 털어놓고, 두 사람은 사랑을 나눈다. 한편, 시는 끄엉의 아버지를 찾아내 고문하고 눈을 멀게 한 뒤 반군 은신처를 묻는다. 끄엉은 기차를 이용해야 한다고 답하고 시는 떠난다. 끄엉은 튀이와 만나지만, 튀이는 그를 완전히 믿지 못해 기차 이야기는 거짓말이었다고 밝힌다. 튀이는 끄엉을 아버지의 은신처로 데려간다.
튀이의 오빠는 끄엉을 의심하지만 아버지는 그를 받아들인다. 그러나 끄엉과 튀이가 함께 있는 것을 본 프랑스군에 의해 은신처는 기습 공격을 당한다. 튀이의 아버지는 시에게 붙잡히고, 시는 끄엉이 프랑스의 배신자임을 밝힌다. 상부의 불신으로 새로운 상관이 나타나자 격분한 시는 상관들을 살해하고 튀이의 아버지를 처형하려 한다. 한편, 처형을 기다리는 마을 반군들을 본 끄엉은 죽음을 두려워하지 않는다는 것을 보여주기 위해 눈가리개를 벗어달라고 요청한다. 숨겨둔 칼로 밧줄을 끊고 반군들을 해방시킨다. 끄엉과 튀이는 함께 싸우고, 튀이의 오빠는 그녀에게 아버지를 구하라고 말하며 죽음을 맞는다.
기차역 근처에서 프랑스군과 싸우던 끄엉과 튀이는 마침내 시와 맞선다. 격전 끝에 끄엉과 튀이는 시의 눈을 찔러 죽이는 데 성공한다. 튀이의 아버지를 구출한 후, 그들은 마을로 돌아가 대부분의 사람들이 죽은 것을 발견하고 어린 소녀 한 명만 살아남은 것을 본다. 그들은 희생자들에게 경의를 표한 뒤 베트남 강에 재를 뿌리며 영화가 끝난다.

## 출연진
- 조니 찌 응우옌 - 레반끄엉 역
- 응오타인번 - 보타인투이 역
- 더스틴 응우옌 - 시 역
- 응우옌짜인띤 - 탐응우옌 역
- 응우옌반더이 - 데까인 역
- 응우옌탕 - 흐어자인 역
- 스테판 고저 - 데루에 역
- 다비드 미네티 - 테시에 역
- 응우옌허우
- 꾸옥끄엉
- 쩐쭝린
- 응우옌아인뚜언